# Avatar: Legenda lui Korra
Avatar: Legenda lui Korra (în engleză The Legend of Korra) este un serial de animație american, creat de Bryan Konietzko și Michael Dante DiMartino, care a fost difuzat timp de patru sezoane pe Nickelodeon. Acesta este o continuare a seriei Avatar: Legenda lui Aang, care a fost difuzat între anii 2005 și 2008. Acțiunea din acest serial are loc după 70 de ani de la încheierea Războiului de 100 de ani, Avatarul reîncarnându-se într-o fată din Tribul de Apă din sud, aceasta reușind în câțiva ani să schimbe lumea mai mult decât toți ceilalți Avatari la un loc.

## Povestea
Serialul urmărește aventurile lui Korra și ale prietenilor săi, care trebuie să salveze lumea. Personajele principale sunt: Korra (noul avatar, o fată nerăbdătoare de a trece la acțiune; la început este puțin îngânfată, dar, în timp, a ajuns foarte înțeleaptă), Mako (un stăpân al focului din Orașul Republică), Bolin (fratele acestuia, stăpânitor al pământului și, din partea a treia, al lavei), Asami (fata unui om influent din Orașul Republică, care a ajuns un infractor, dar ea a ajutat-o pe Korra să-l  înfrângă), Tenzin (singurul copil al lui Aang stăpânitor al vântului). În prima parte, nelegiuitul a fost Amon, un stăpânitor al apei și al sângelui, lucru moștenit de la tatăl său, în a doua - propriul ei unchi, Unalaq, care a vrut să devină un nou avatar, prin unirea cu spiritul răului, Vaatu, în timpul convergenței armoniei. În cartea a treia, infractorii au fost membrii Lotusului Roșu, care voiau să instaureze anarhia în întreaga lume, aceștia omorând-o pe conducătoarea Regatului Pământului, iar în a patra parte, răufăcătoarea a fost Kuvira, o stăpânitoare a pământului și a metalului, care, orbită de putere, a decis să creeze Imperiul Pământului.

### Cartea I: Aerul
În primul sezon, Korra, noul avatar, a sosit în Orașul Republică (întemeiat de Aang și Lordul Zuko într-un teritoriu al Regatului Pământului) pentru a învăța stăpânirea aerului de la Tenzin. Ea a intrat într-un campionat de control al elementelor, împrietenindu-se cu frații Mako și Bolin, precum și cu Asami, moștenitoarea Industriei viitorului, o companie de inginerie cu mare succes. Cu ajutorul prietenilor ei, Korra a început o luptă cu egaliștii conduși de Amon, care îi lăsa, cu ajutorul puterii de stăpânire a sângelui, pe stăpâni ai diverselor elemente, fără puteri. Mulțumită fratelui acestuia, Tarrlok, un politician corupt care a fost "egalizat", echipa avatar i-a demascat sursa puterii speciale a liderului egaliștilor, el rămânând fără susținători. Doar că, înainte de a se afla adevărul, Amon a reușit să-i ia puterile avatarului. Însă o întâlnire spirituală cu predecesorul ei, Aang, i-a permis lui Korra să-și recapete puterile și să le înapoieze victimelor lui Amon ceea ce li s-a furat.

### Cartea a II-a: Spirite
Acțiunea din al doilea sezon are loc după 6 luni de la înfrângerea egaliștilor. Acesta debutează cu întâlnirea avatarului cu Unalaq, unchiul acestuia, dar totodată și conducătorul Tribului Apei de Nord, care o face pe Korra să-i întoarcă spatele lui Tenzin și tatălui ei, dar și să deschidă portalul de la Polul Sud dintre lumea spiritelor și cea a oamenilor. Apoi, acesta încearcă să aducă Tribul Apei de Sud cu forța sub stăpânirea sa, dar, aflând că Unalaq are dorințe necurate, Korra se întoarce împotriva sa. Pentru a-i împiedica planul malefic de a-l elibera pe Vaatu în timpul Convergenței Armoniei, avatarul ajunge cu ajutorul lui Jinora, fiica lui Tenzin, în lumea spiritelor pentru a închide portalul deschis. Însă Unalaq a prins-o pe Jinora, obligând-o pe Korra să deschidă și celălalt portal. Astfel, Korra a fost nevoită să lupte împotriva răului în timpul Convergenței Armoniei.
În ultimele episoade, Unalaq a reușit să se unească cu Vaatu, devenind un nou avatar. Dar Korra, cu ajutorul lui Jinora, a reușit să-l înfrângă, iar apoi a luat hotărârea de a menține ambele portale deschise, ceea ce a condus la mai multe schimbări neașteptate. Iar ziua următoare Tribul Apei de Sud și-a proclamat independența, alegându-l pe Tonraq, tatăl avatarului și liderul mișcării de rezistență din timpul războiului civil de la Polul Sud, drept conducător al acestuia. 

### Cartea a III-a: Schimbarea
În cartea a |||-a membrii Lotusului Roșu au scăpat din închisoare cu ajutorul lui  Zahir, care, după fapta făcută de korra de a lasa portarul spiritelor deschis i-a dat si lui puterea de a controla aerul. După ce aceștia au scăpat din închisoare într-o seară au încercat să o captureze  pe korra ,după ce korra a aflat cine sunt ei si ca vor sa o captureze,ea a plecat în regatul metalului, condusă de Su Bey Fong(sora lui Lin Bey Fong  si a doua fiică a lui Thof ) unde a cerut ajutor si a fost învățată să controleze metalul. Tot acolo membrii Lotusului Roșu au intrat în teritoriul lui Su pentru a o captura pe korra. Aproape au capturat-o  dar prietenii au reușit să o salveze . După aceea Su si korra si au dat seama ca cineva a avut de-a face cu intrarea lor in teritoriu, asa ca dupa agentul lui Su (omul care poate stii daca minti sau nu ) i-a  ascultat pe toti oameni din popor sa vada care a fost cel ce ia ajutat pe membrii Lotusului Roșu sa intre in teritoriu. Acesta era cel care îi ajutase dar ne vrând să  se afle ce a facut a dat vina pe unul dintre gardieni.Avatarul împreună cu prietenii săi si au dat seama ca el este cel care i-a ajutat asa ca l-au urmărit. După ce au aflat că el este  au început o luptă cu el si cu cei din Lotusul Roșu. Fara putere si extenuati cu toții au pierdut lupta si cei din Lotusul Roșu au capturat-o pe korra.Cei din Lotusul Roșu au otravit-o pe korra si i-au povestit cum aceasta otrava ii va aduce moartea si ciclul avatar nu va mai exista.Totusi korra s-a luptat cu ei si a reusit sa scape de otrava cu ajutorul lui Su. După întâmplarea  petrecută  korra a ajuns rănită și a trebuit să meargă cu folosirea unui cărucior de oamenii răniți .În acei ani korra s-a simtit vinovată deoarece nu putea face nimic sa ajute oamenii.Din acest motiv korra a plecat singura cutandu-si un scop si fiind urmărită de vechii dușmani din trecut (membrii lotusului rosu, Amon,Unalag) speriind-o pe korra de realitate si facand o sa ii fie teama.

### Cartea a IV-a: Balanța
În capitolul al IV-lea după trei ani din cauza întâmplării din capitolul III "ea se reîntoarce la Tenzin"pentru a se antrena. Tatăl Korrei a venit în or.Republică știind că fiica lui se află aici (în oraș) de 6 luni , dar el a fost primit cu vești nu prea bune de faptul că Korra nu e aici. Korra se înscrise la lupte pentru a isi invinge viziunea cu ea in starea avatar din cartea III in care a fost otravita, ea încă nu era în formă bună după ce fusese otrăvită , din acest motiv avea viziuni cu ea în modul Avatar , acest lucru a bântui-to o pe rioadă lungă de timp. În această carte(sezon) noul ei dușman a fost Kuvira (care a vrut să restabilească pământuri ale altor Națiuni pentru a face regatul Pământului fiind cel mai mare)-(exact ca în Avatar: Legenda lui Aang cum a vrut să facă și Poporul Focului). Kuvira a vrut să cucerească or. din metal , Korra a provocat-o la un duel  dar din vina otravei care încă nu fusese extrasă toată a avut acele viziuni în momentul în care era să o învingă pe Kuvira , și a pierdut,  dar fiica lui Tenzin a salvat-o și au fugit de acolo. Dar înainte de asta Korra sa ascuns într-o mlaștină , acolo a avut timp să vadă alte viziuni cu ea și a întînit-o pe Thof care a ajutat-o să scoată și restul otravei din ea.între timp Varrik a descoperit o sursă uriașă de energie luată din lianele spiritelor , o voce interioară de a sa, ia îndicat că e prea periculos și a distrus experimentul , asistenta lui Varrik sa predat Kuvir-ei dar cu intenție de a opri planurile sale malefice , dar Kuvira a prins-o sabotînd și a legat-o în orașul abandonat care urma să fie distru de arma Kuvirei , dar Korra și fiica mai mare a lui Tenzin au salvat-o. Korra fiind săturat de acele viziuni să dus la persoana care a otrăvito crezi d că dacă o va vedea în lanțuri nu se va mai teme , dar sa înșelat , acel om deși o otrăvise a ajutat-o să scape de această frică . În ziua care Kuvira a atacat or.Republică nimeni nu a știut că ea are un plan secret cu un robot uriaș , nimeni nu era pregătit pentru acea invazie. Cumva au reușit să se apere cît de cît , într-un fel sau infltrat în robot și l-au distrus , Kuvira sa predat , la final Korra și prietena sa sau dus într-o vacanță în lumea spiritelor.